# Scopula mecysma
Scopula mecysma là một loài bướm đêm trong họ Geometridae.